# Museu Militar Conde de Linhares
O Museu Militar Conde de Linhares (MMCL) localiza-se no bairro de São Cristóvão, na cidade do Rio de Janeiro, no Brasil.
Museu temático sobre história militar, a instituição recebeu o seu nome em homenagem a D. Rodrigo de Sousa Coutinho, conde de Linhares, nobre que acompanhou a transferência da corte portuguesa para o Brasil (1808-1821). Na qualidade de Ministro da Guerra e dos Negócios Estrangeiros, aqui fundou a Academia Real Militar, o Jardim Botânico do Rio de Janeiro, o Arquivo Militar, a Biblioteca Nacional e a Escola Real de Ciências, Artes e Ofícios.

## História
O imóvel foi erguido em 1921, por determinação do então Ministro da Guerra Pandiá Calógeras. Aquartelou inicialmente a 1ª Companhia de Metralhadoras e, posteriormente, a Companhia de Intendência. Com a transferência do curso de Intendência, da Escola Militar do Realengo para a cidade de Resende, onde passou a compor a Academia Militar das Agulhas Negras, o imóvel em São Cristóvão abrigou o Centro de Preparação de Oficiais da Reserva (CPOR), e, posteriormente, a 5ª Brigada de Cavalaria Blindada (5ª Bda C Bld) do Exército Brasileiro, que ali permaneceu até 1996.
Reformado e requalificado como museu, foi inaugurado em 12 de outubro de 1998.
Com apoio da Prefeitura Municipal do Rio de Janeiro, da Fundação Cultural Exército Brasileiro e da iniciativa privada, começou a funcionar como Centro Cultural a partir de 6 de maio de 2001.

## Acervo
A instituição mantém em exposição permanente uma narrativa da história militar do Brasil desde o período colonial até aos dias de hoje, inclusive peças usadas pelo país enquanto integrante das Forças de Paz da ONU. Destacam-se, além da armaria e da artilharia, uniformes, veículos de campanha e blindados.
A exibição compreende uma evolução história do armamento, objetos de uso pessoal dos Pracinhas da Força Expedicionária Brasileira (FEB), além de armamentos estadunienses e alemães utilizados na Segunda Guerra Mundial.
Outros núcleos de destaque são a exposição "Tropa em Marcha", onde os visitantes podem apreciar aspectos da evolução dos meios de transporte militar no Exército brasileiro, e o Pátio dos Blindados onde podem ser observadas diversas viaturas blindadas e peças de artilharia, como por exemplo um raro canhão ferroviário.
A instituição promove ainda diversas atividades sócio-culturais.